# Cesare Valinasso
Cesare Pietro Valinasso (* 27. November 1909 in Turin; † 4. April 1990 ebenda) war ein italienischer Fußballspieler.

## Werdegang
Valinasso war das jüngste von drei Kindern eins Turiner Schneiders. Seiner ersten fußballerischen Erfahrungen sammelte er im Oratorio Michele Rua der Salesianer Don Boscos. Im Jahr 1928 schloss er sich der Jugendmannschaft der US Reggina an und bestritt für den Klub aus Kalabrien in der Saison 1928/29 sechs Spiele im Campionato Meridionale. Später wechselte Valinasso aufgrund seines Wehrdienstes zur AC Novellara und danach zur AS Biellese. In dieser Zeit gab er auch bei einem 8:1-Sieg gegen Frankreich sein Debüt in der Jugendnationalmannschaft.
Im Sommer 1933 wechselte Cesare Valinasso 23-jährig zu Juventus Turin. Die Mannschaft der Juve dominierte in dieser Zeit den italienischen Fußball und hatte in den vorangegangenen drei Spielzeiten unter Trainer Carlo Carcano jeweils die Meisterschaft gewonnen. Valinasso agierte 1933/34 als Nummer 2 hinter Gianpiero Combi, der damals zu den weltbesten Torhütern zählte. Er gab sein Serie-A-Debüt am 18. Februar 1934 beim 2:1-Sieg im Derby della Mole gegen den FBC Torino und absolvierte insgesamt fünf Meisterschaftsspiele bei Juventus’ viertem Scudetto in Folge. Nachdem Combi nach dem Gewinn des Weltmeisterschaft 1934 seine aktive Laufbahn beendet hatte, wurde Valinasso zur Saison 1934/35 Stammtorwart der Juve. Er bestritt alle 30 Serie-A-Partien und bekam mit 22 Gegentoren die wenigsten aller Schlussmänner der Liga. Zudem stellte er mit 681 Minuten ohne Gegentor einen Serie-A-Rekord auf, der in den folgenden 40 Jahren Bestand hatte. Juventus gewann die fünfte Meisterschaft in Folge und gleichzeitig die letzte des Quinquennio d’Oro. Auch beim im Sommer 1935 ausgetragenen Mitropapokal 1935 absolvierte Valinasso alle sieben Partien als Stammtorwart und schied mit Juventus im Halbfinale nach einem 1:5 im Entscheidungsspiel im Baseler Leichtathletikstadion St. Jakob gegen Sparta Prag aus.
Auch in der Spielzeit 1935/36 war Cesare Valinasso Nummer 1 bei Juventus Turin. Die mittlerweile von Virginio Rosetta trainierte Mannschaft erreichte mit fünf Zählern Rückstand auf Meister AGC Bologna Rang fünf in der Serie A. Valinasso absolvierte alle 39 Ligaspiele und bekam 33 Gegentreffer.
Im Sommer 1936 wechselte Valinasso zur AS Rom, wo er zwei Jahre lang als Ersatztorhüter von Guido Masetti agierte. Er absolvierte insgesamt 13 Serie-A-Spiele für die Roma und schloss sich zur Saison 1938/39 der AFC Venedig in der Serie B an. In Venedig bestritt Valinasso trotz starker Konkurrenz durch den erfahrenen Manlio Bacigalupo 23 Ligaspiele und erreichte am Saisonende mit Rang zwei hinter der Fiorentina den Aufstieg in die Serie A.
Ab 1939 trat Valinasso nur noch bei unterklassigen Klubs in Erscheinung. Zuerst schloss er sich Santhià an; 1941/42 absolvierte er neun Partien für Biellese in der Serie C.
Cesare Valinasso war verheiratet und hatte vier Kinder: Er starb im April 1990 im Alter von 80 Jahren in Turin und liegt auf dem Cimitero monumentale di Torino begraben.

## Erfolge
- Italienischer Meister: 1933/34, 1934/35